# Jerome Arnold
Romeo Maurice „Jerome“ Arnold (* 26. November 1936 in Chicago, Illinois, USA) ist ein US-amerikanischer Blues-Bassist.
1960 schloss Arnold sich zusammen mit Sam Lay der Begleitband von Howlin’ Wolf an. 1965 waren Arnold und Lay Gründungsmitglieder der Paul Butterfield Blues Band. Die beiden begleiteten auch Bob Dylan beim Newport Folk Festival am 25. Juli 1965, als dieser erstmals mit einer elektrischen Gitarre auftrat.
1968 nahm Arnold an der siebten Ausgabe des American Folk Blues Festival teil, wo er John Lee Hooker, Big Walter Horton, T-Bone Walker und Jimmy Reed am Bass begleitete.
Jerome Arnold ist ein jüngerer Bruder von Billy Boy Arnold, ebenso wie der Mundharmonika-Spieler Augustus „Gus“ Arnold (der um 1969 seinen Namen in „Julio Finn“ änderte). Jerome war auch an Billy Boy Arnolds Album More Blues on the South Side aus dem Jahr 1964 beteiligt.
2015 wurde Jerome Arnold mit der Paul Butterfield Blues Band in die Rock and Roll Hall of Fame aufgenommen. Bereits 1997 war das Album The Paul Butterfield Blues Band von 1965, an dem Jerome Arnold mitgewirkt hatte, in die Blues Hall of Fame aufgenommen worden.